# When the Cat's Away (film 1917)
When the Cat's Away è un cortometraggio muto del 1917 diretto da Louis Chaudet. Ha come interpreti principali Eddie Lyons e Lee Moran che firmano anche il soggetto del film.

## Produzione
Il film fu prodotto dalla Nestor Film Company e dall'Universal Film Manufacturing Company.

## Distribuzione
Distribuito dall'Universal Film Manufacturing Company, uscì nelle sale cinematografiche USA il 19 marzo 1917.